# Сердюк Родіон Сергійович
Родіон Сергійович Сердюк (нар. 5 січня 1999) — український футболіст, захисник,  виступає за футбольний клуб з Дніпра «Перемога».

## Життєпис
Футбольний шлях розпочав у бердянській ДЮСШ. Окрім бердянського колективу, у ДЮФЛУ також виступав за «Азовсталь» (Маріуполь), «Зоря» (Луганськ) та «Шахтар» (Донецьк).
У 2016 році підписав контракт з «Олександрією», де протягом півтора сезони виступав за юнацьку команду клубу. З 2018 по 2019 рік виступав за ATRIUM (Павлоград) у чемпіонаті Дніпропетровської області. У 2020 році перейшов до «Миколаєва-2», у футболці якого дебютував 6 вересня 2020 року в програному (1:2) домашньому поєдинку 1-го туру групи Б Другої ліги проти новокаховської «Енергії». Родіон вийшов на поле в стартовому складі та відіграв увесь матч.